# Diphasia fallax
Diphasia fallax is een hydroïdpoliep uit de familie Sertulariidae. De poliep komt uit het geslacht Diphasia. Diphasia fallax werd in 1847 voor het eerst wetenschappelijk beschreven door Johnston.

## Beschrijving
De hoofdstam van de kolonie is dik en dun vertakt met afwisselend geplaatste zijtakken. Vaak eindigen de hoofdstam en zijtakken in lange, dunne ranken. De hydrothecae zijn kort en zijn in tegenovergestelde paren gerangschikt. Ze zijn ongeveer driekwart van hun lengte aan de zijtakken bevestigd, de bovenste kwart is los met een uitlopende buitenrand en een S-vormige gebogen binnenrand. Er is een enkele operculaire flap aan de binnenrand. De gonothecae zijn relatief groot en zijn gerangschikt op korte steeltjes. De mannelijke capsule is langwerpig en loopt taps toe naar de basis. Er zijn vier dikke stekels die de mannetjes verhoogde opening omringen. De vrouwelijke gonotheca is meer eivormig van vorm en vier lange, bladachtige uitsteeksels omringen de opening. Typisch individuele bladeren zijn 60 mm lang. Dit is een van de kleinere Diphasia-soorten en moet worden vergeleken met Diphasia attenuata en Diphasia rosacea.

## Verspreiding
Het verspreidingsgebied van Diphasia fallax is de noordelijke Atlantische Oceaan, doordringend in de Noordzee en langs de Zweedse kust tot in het Skagerrak. Het groeit vaak op andere hydroïdpoliepen. Het wordt normaal gesproken gevonden in gematigde getijdenstromen.